# Asperula rumelica
Asperula rumelica är en måreväxtart som beskrevs av Pierre Edmond Boissier. Asperula rumelica ingår i släktet färgmåror, och familjen måreväxter. Inga underarter finns listade i Catalogue of Life.